# Padinska Skela, Belgrad
Padinska Skela este o localitate în zona suburbană a orașului Belgrad, comuna Palilula, Banat, Serbia.